# Александр (сатрап)
Александр (умер в 220 до н. э.) — брат сатрапа Мидии Молона; один из предводителей антиселевкидского восстания 222—220 годов до н. э.

## Биография
Когда в 223 году до н. э. на престол государства Селевкидов взошёл Антиох III, Александр стал сатрапом Персиды, а его брат — Мидии. Тогда царю было 15 лет, и вся власть находилась в руках сановника Гермия. Зная ситуацию при дворе, братья подняли восстание. К 220 году до н. э. под их властью находились все земли к востоку от Тигра.
Однако в том году Антиох возглавил войска, и в генеральном сражении часть армии Молона перешла на сторону Селевкида. Мятежник покончил с собой, а его труп распяли на кресте. Находившийся в Персии Александр, узнав о случившимся, приказал убить свою мать и детей Молона, после чего повторил поступок брата.